# Уорд, Рэйчел
Рэйчел Клэр Уорд (англ. Rachel Claire Ward; род. 12 сентября 1957, Корнуэлл, Оксфордшир) — британская и австралийская актриса, получившая мировую известность, сыграв в 1983 году роль Мэгги в мини-сериале «Поющие в терновнике». Выступает также как кинорежиссёр.

## Биография
Рэйчел Уорд родилась в Англии, в Корнуэлле, графство Оксфордшир. Приходится правнучкой знаменитому графу Уильяму Уорду.
С самого детства Рэйчел Уорд мечтала стать актрисой и работать в шоу-бизнесе. Закончив лондонскую драматическую школу Byam Shaw School of Art, в 16 лет она решила стать моделью и отправилась в Нью-Йорк. В Нью-Йорке Рэйчел Уорд удалось довольно быстро сделать карьеру модели за счет своей яркой внешности.
В это время ей поступило предложение сняться в главной роли в мини-сериале «Поющие в терновнике». Актриса согласилась на эту роль, не имея достаточного опыта актёрской работы. О чём ей в начале съёмок пришлось несколько раз жалеть. С появлением на площадке австралийского актёра Брайана Брауна, Рэйчел стала играть намного лучше. Лишь спустя какое-то время все узнали о романе Рэйчел Уорд и Брайана Брауна. Сериал «Поющие в терновнике» получил большую популярность среди зрителей и собрал множество наград.
В 2001 году вновь получила номинацию на Золотой глобус как лучшая актриса в мини-сериале или телефильме за роль в постапокалиптической ленте «На последнем берегу». В том же году выиграла премию AACTA за лучший короткометражный игровой фильм — «Большой дом» по собственному сценарию, также удостоенный приза Кинокритиков Австралии (как и последующая её короткометражка «Новое пальто Марты»). В 2005 году получила звание члена Ордена Австралии, за поддержку австралийского кино и телевидения. В 2006 году появилась в приключенческом мини-сериале «Чёрная борода». В 2007 году исполнила главную роль в мини-сериале «Тень дождя», сыграв сельского ветеринара Кейт Макдональд из маленького австралийского городка, страдающего от засухи.
В 2009 году, после ряда короткометражек и отдельных эпизодов в австралийских сериалах, сняла свой первый полнометражный фильм «Красивая Кейт» по собственному сценарию на основе одноимённого романа американского писателя Ньютона Торнбурга.

## Личная жизнь
16 апреля 1983 года Уорд вышла замуж за австралийского актёра Брайана Брауна, с которым познакомилась во время съемок в мини-сериале «Поющие в терновнике» (они также играли супругов). У пары родились трое детей — дочь Рози (1984), дочь Матильда (1987, актриса) и сын Джо (1992, актёр). Вместе с семьей актриса постоянно проживает в Австралии.

## Фильмография

### Актриса
| Год  |    | Русское название                       | Оригинальное название               | Роль                          |
| ---- | -- | -------------------------------------- | ----------------------------------- | ----------------------------- |
| 1981 | ф  | Вечерняя школа                         | Night School                        | Элеонора Аджаи                |
| 1981 | ф  | Команда Шарки                          | Sharky’s Machine                    | Домино                        |
| 1981 | с  | Династия                               | Dynasty                             | Эдна Макриди                  |
| 1982 | ф  | Мёртвые пледов не носят                | Dead Men Don’t Wear Plaid           | Джульетта Форрест             |
| 1983 | ф  | Финальный террор                       | The Final Terror                    | Маргарет                      |
| 1983 | с  | Поющие в терновнике                    | The Thorn Birds                     | Мэгенн Клири                  |
| 1984 | ф  | Несмотря ни на что                     | Against All Odds                    | Джесси Уайлер                 |
| 1985 | тф | Крепость                               | Fortress                            | Салли Джонс                   |
| 1987 | ф  | Отель «Колониаль»                      | Hotel Colonial                      | Ирен Коста                    |
| 1987 | ф  | Хорошая жена                           | The Umbrella Woman                  | Мардж Хиллз                   |
| 1989 | ф  | Как преуспеть в рекламе                | How to Get Ahead in Advertising     | Джулия Бэгли                  |
| 1990 | ф  | После наступления темноты, моя дорогая | After Dark, My Sweet                | Фэй Андерсон                  |
| 1991 | тф | И море раскроет тайну                  | And the Sea Will Tell               | Дженнифер Дженкинс            |
| 1992 | ф  | Христофор Колумб: Завоевание Америки   | Christopher Columbus: The Discovery | королева Изабелла Кастильская |
| 1992 | ф  | Двойное наваждение                     | Double Obsession                    | бабушка                       |
| 1992 | тф | Чёрная магия                           | Black Magic                         | Лилиан Блатман                |
| 1992 | тф | Повторно не судят                      | Double Jeopardy                     | Лиза Барнс Доннелли           |
| 1993 | ф  | Безбрежное Саргассово море             | Wide Sargasso Sea                   | Аннета Мейсон                 |
| 1994 | ф  | Восхождение                            | The Ascent                          | Патриция                      |
| 1997 | тф | Любовь, убийство и обман               | My Stepson, My Lover                | Кейтлин Кори / жена           |
| 2000 | тф | На последнем берегу                    | On the Beach                        | Мойра Дэвидсон                |
| 2001 | тф | Не дай ей уйти                         | And Never Let Her Go                | Кристин Шив                   |
| 2002 | тф | Девушка Бобби                          | Bobbie’s Girl                       | Роберта «Бобби» Лэнгем        |
| 2002 | с  | Всадники правосудия                    | Johnson County War                  | Куини                         |
| 2006 | тф | Чёрная борода                          | Blackbeard                          | Салли Данбар                  |
| 2006 | с  | Королевская бухта                      | Monarch Cove                        | Адрианна Престон              |
| 2007 | с  | Тень дождя                             | Rain Shadow                         | Кейт Макдональд               |
| 2016 | ф  | Смерть и жизнь Отто Блума              | The Death and Life of Otto Bloom    | доктор Ада Фитцджеральд       |
| 2018 | мф | Кролик Питер                           | Peter Rabbit                        | Джозефина Рэбитт              |

### Режиссёр
- 2000 — Скала слепого/Blindman’s Bluff (короткометражный), также автор сценария
- 2001 — Большой дом/The Big House (короткометражный), также автор сценария
- 2003 — Новое пальто Марты/Martha’s New Coat (короткометражный)
- 2006 — Knot at Home Project (документальный телесериал)
- 2006 — Two Twisted (телесериал, эпизод «Heart Attack»)
- 2009 — Красивая Кейт/Beautiful Kate (фильм, в ролях Бен Мендельсон, Рэйчел Гриффитс, Брайан Браун, Мейв Дермоди и Софи Лоу), также автор сценария
- 2010 — Rake (телесериал, эпизоды «R vs Dana», «R vs Lorton»)
- 2011 — Моё место/My Place (телесериал, эпизоды «1848 Johanna», «1838 Davey», «1828 Alice»)
- 2012 — Проливы/The Straits (телесериал, эпизоды «The Hunt for Vlad», «Epiphanies», «The Price»)
- 2013 — An Accidental Soldier (телефильм)
- 2014 — Devil’s Playground (телесериал, эпизоды «The Tail of the Serpent», «I Will Bring Fire Onto This Earth», «He Maketh My Way Perfect»)
- 2019 — Палм-Бич/Palm Beach (фильм, в ролях Фрэнсис Берри, Брайан Браун, Матильда Браун, Ричард Грант, Аарон Джеффри, Жаклин Маккензи, Хезер Митчелл, Сэм Нилл и Грета Скакки), также автор сценария (совместно с Джоанной Мюррей-Смит)